# Saint-Gobain, Aisne
Saint-Gobain är en kommun i departementet Aisne i regionen Hauts-de-France i norra Frankrike. Kommunen ligger  i kantonen La Fère som ligger i arrondissementet Laon. År 2022 hade Saint-Gobain 2 313 invånare.
I Saint-Gobain bidades företaget med samma namn på 1600-talet.

## Befolkningsutveckling
Antalet invånare i kommunen Saint-Gobain
Referens: INSEE